# Ceriana flavosignata
Ceriana flavosignata är en tvåvingeart som först beskrevs av Kertesz 1902.  Ceriana flavosignata ingår i släktet griffelblomflugor, och familjen blomflugor. Inga underarter finns listade i Catalogue of Life.